# 1-Dotriakontanol
Az 1-dotriakontanol egy 32 szénatomot tartalmazó egyenes szénláncú primer zsíralkohol. 

## Fordítás
Ez a szócikk részben vagy egészben  a(z)   1-Dotriacontanol című angol Wikipédia-szócikk ezen változatának fordításán alapul.  Az eredeti cikk szerkesztőit annak laptörténete sorolja fel. Ez a jelzés csupán a megfogalmazás eredetét és a szerzői jogokat jelzi, nem szolgál a cikkben szereplő információk forrásmegjelöléseként.